# Manuel Neuer
Manuel Peter Neuer (n. 27 martie 1986, Gelsenkirchen, Germania) este un fotbalist german, care joacă pe post de portar la Bayern în Bundesliga. Pe plan internațional, are prezențe la națională pentru Germania, Germania Sub-21⁠(d), Germania U18⁠(d), Germania U19⁠(d) și Germania U20⁠(d).
Neuer a câștigat Cupa Mondială în 2014 cu echipa Germaniei și, de asemenea, "Mănușa de Aur" pentru cel mai bun portar din acest turneu și este considerat unul dintre cei mai buni portari ai lumii. Fost căpitan al echipei Bayern München.

## Cariera de club

### Schalke 04
Neuer și-a câștigat postul de titular la Schalke 04 în prima jumătate a sezonului 2006-07, impunându-se în fața titularului Frank Rost. La 5 martie 2008 Neuer s-a făcut remarcat în optimile de finală ale Ligii Campionilor împotriva portughezilor de la FC Porto prin câteva salvări reușite, și a trimis meciul în prelungiri, unde a parat o minge trimisă de Quaresma care scăpase singur cu el. Apoi la loviturile de departajare, Neuer a apărat două șuturi, ale lui Lisandro Lopez și Bruno Alves, ajutându-și echipa să treacă în turul următor. A fost unul dintre singurii trei fotbaliști care au jucat toate minutele în sezonul 2007-08 ale Bundesligii.

### FC Bayern
Venit de la Schalke 04 pentru suma de 30 milioane euro, considerat al doilea cel mai scump transfer de portar după cel al lui Gianluigi Buffon, Manuel Neuer a fost primit cu răceală la München. La debutul său la FC Bayern, pierdut cu 0-1 în fața echipei Borussia Mönchengladbach, a gafat la un gol al lui Marco Reus. Dar a doborât recordul lui Oliver Kahn, cel de a închide poarta timp de 1000 de minute, tot în acel sezon.
La sfârșitul sezonului respectiv, Manuel Neuer a ratat și Bundesliga (locul 2, pe locul 1 a fost Borussia Dortmund) și finala din Cupa Germaniei (tot în fața echipei Borussia Dortmund), și finala competiției Ligii Campionilor (în fața lui Chelsea), Liga Campionilor fiind pierdută chiar pe Allianz Arena.
În sezonul următor Manuel Neuer a stabilit peste 20 de recorduri, alături de FC Bayern, urmând să câștige Bundesliga, Liga Campionilor și Cupa Germaniei. Sezonul 2014-2015 avea să fie unul dintre cele mai bune sezoane ale echipei Bayern München din care face parte Manuel Neuer. Primul meci disputat al acestuia a fost cel cu echipa Wolfsburg, pierdut cu scorul de 4-1 în deplasare.

## Echipa națională
Manuel Neuer a fost convocat la 19 mai 2009 la echipa națională de seniori, pentru un turneu în Asia. El a debutat la acest turneu într-un meci împotriva Emiratelor Arabe Unite la 2 iunie. Neuer a câștigat Campionatul European de fotbal U-21 cu echipa națională U-21 în finala contra echipei similare a Angliei, câștigată de Germania cu 4-0. Manuel Neuer a jucat în Noiembrie 2009 într-un meci amical dintre Echipa Națională a Germaniei și Coasta de Fildeș. Deși el a avut responsabilitatea pentru primul gol încasat, antrenorul Joachim Löw a refuzat să dea vina pe el și în schimb l-a felicitat pentru treaba bine făcută. Moartea portarului Robert Enke din Noiembrie 2009 l-a făcut pe Neuer al doilea portar al echipei după René Adler. Totuși, Adler a suferit o accidentare serioasă care l-a scos de la Cupa Mondială din 2010. Neuer a devenit atunci prima opțiune pentru echipa de fotbal a Germaniei. Neuer a fost selectat portarul numărul 1 al Germaniei pentru Cupa Mondială din Africa de Sud. În timpul etapelor grupelor, el a încasat un singur gol, un șut din apropiere al lui Milan Jovanović în meciul cu Serbia. El  a jucat în toate meciurile Germaniei din Cupa Mondială în afară de meciul cu Uruguay, când Hans-Jörg Butt a fost recompensat cu un loc în primul 11.

## Performanțe

#### Schalke 04
Cupa Germaniei (1) : 2010-11

#### Bayern München
Bundesliga (6) : 2012-2013, 2013-2014, 2014-2015, 2015-2016, 2016-2017, 2017-2018 , 2018-2019 , 2019-2020
Cupa Germaniei (3) : 2012-13, 2013-14, 2015-2016
Supercupa Germaniei (4) : 2012, 2016, 2017, 2018
Liga Campionilor UEFA (1) : 2012–13
Supercupa Europei (1) : 2013
Campionatul Mondial al Cluburilor FIFA (1) : 2013

#### Germania
Campionatul Mondial de Fotbal (1) : 2014
Campionatul European de fotbal U-21 în 2009

### Premii personale
- Cel mai bun portar din Bundesliga în 2007, 2008, 2010, 2011, 2012, 2013, 2014, 2015, 2016
- Cel mai bun portar din UEFA Champions League în 2008, 2013, 2014, 2015, 2016
- FIFA/FIFPro World XI: 2011, 2013, 2014, 2015,2016
- FIFA World Cup Golden Glove: 2014
- Fotbalistul Anului în Germania: 2011, 2013, 2014, 2015
- FIFA Ballon d'Or 2014: locul 3
- FIFA World Cup All-Star Team: 2014
- FIFA World Cup Dream Team: 2014
- UEFA Best Player in Europe Award 2014: locul 2
- Cel mai bun portar din lume în 2013, 2014, 2015, 2016, 2017

## Viața personală
Manuel Neuer s-a nǎscut în Gelsenkirchen, Renania de Nord-Westfalia. A urmat Gesamtschule Berger Feld, ca mulți alți fotbaliști, la fel ca Mesut Özil. Fratele sǎu, Marcel, este în prezent un arbitru de fotbal în Verbandsliga. Neuer a avut primul său meci oficial pe 3 martie 1991, cu 24 de zile înainte de împlinirea vârstei de 5 ani. Idolul și eroul sǎu din copilǎrie era colegul său din echipa Germaniei și portarul lui Schalke, Jens Lehmann. Neuer a înființat o fundație de caritate pentru copii, numită Manuel Neuer Kids Foundation. Aceasta colaborează cu parohia catolică din Gelsenkirchen la combaterea sărăciei.
În noiembrie 2011 a câștigat 500.000 € pentru caritate într-o ediție a celebrităților în cadrul concursului Vrei să fii milionar.
Neuer a fost vocea pentru personajul Frank McCay în versiunea în limba germană a animației Disney 2013 Monsters University.

## Statistici
Actualizat 1 septembrie 2024
| Club           | Sezon         | Campionat          | Campionat | Campionat | Cupă    | Cupă   | Europa  | Europa | Altele  | Altele | Total   | Total  | Ref. |
| Club           | Sezon         | Divizie            | Campionat | Goluri    | Meciuri | Goluri | Meciuri | Goluri | Meciuri | Goluri | Meciuri | Goluri | Ref. |
| -------------- | ------------- | ------------------ | --------- | --------- | ------- | ------ | ------- | ------ | ------- | ------ | ------- | ------ | ---- |
| Schalke 04 II  | 2003–04       | Regionalliga Nord  | 1         | 0         | —       | —      | —       | —      | —       | —      | 1       | 0      |      |
| Schalke 04 II  | 2004–05       | Oberliga Westfalen | 24        | 0         | —       | —      | —       | —      | —       | —      | 24      | 0      |      |
| Schalke 04 II  | 2006–07       | Oberliga Westfalen | 3         | 0         | —       | —      | —       | —      | —       | —      | 3       | 0      |      |
| Schalke 04 II  | 2008–09       | Regionalliga West  | 1         | 0         | —       | —      | —       | —      | —       | —      | 1       | 0      |      |
| Schalke 04 II  | Totals        | Totals             | 29        | 0         | —       | —      | —       | —      | —       | —      | 29      | 0      | —    |
| Schalke 04     | 2005–06       | Bundesliga         | 0         | 0         | 0       | 0      | 0       | 0      | 0       | 0      | 0       | 0      |      |
| Schalke 04     | 2006–07       | Bundesliga         | 27        | 0         | 0       | 0      | 0       | 0      | 0       | 0      | 27      | 0      |      |
| Schalke 04     | 2007–08       | Bundesliga         | 34        | 0         | 3       | 0      | 10      | 0      | 3       | 0      | 50      | 0      |      |
| Schalke 04     | 2008–09       | Bundesliga         | 27        | 0         | 2       | 0      | 5       | 0      | —       | —      | 34      | 0      |      |
| Schalke 04     | 2009–10       | Bundesliga         | 34        | 0         | 5       | 0      | —       | —      | —       | —      | 39      | 0      |      |
| Schalke 04     | 2010–11       | Bundesliga         | 34        | 0         | 6       | 0      | 12      | 0      | 1       | 0      | 53      | 0      |      |
| Schalke 04     | Totals        | Totals             | 156       | 0         | 16      | 0      | 27      | 0      | 4       | 0      | 203     | 0      | —    |
| Bayern München | 2011–12       | Bundesliga         | 33        | 0         | 5       | 0      | 14      | 0      | —       | —      | 52      | 0      |      |
| Bayern München | 2012–13       | Bundesliga         | 31        | 0         | 5       | 0      | 13      | 0      | 1       | 0      | 50      | 0      |      |
| Bayern München | 2013–14       | Bundesliga         | 31        | 0         | 5       | 0      | 12      | 0      | 4       | 0      | 52      | 0      |      |
| Bayern München | 2014–15       | Bundesliga         | 32        | 0         | 5       | 0      | 12      | 0      | 1       | 0      | 50      | 0      |      |
| Bayern München | 2015–16       | Bundesliga         | 34        | 0         | 5       | 0      | 11      | 0      | 1       | 0      | 51      | 0      |      |
| Bayern München | 2016–17       | Bundesliga         | 26        | 0         | 4       | 0      | 9       | 0      | 1       | 0      | 40      | 0      |      |
| Bayern München | 2017–18       | Bundesliga         | 3         | 0         | 0       | 0      | 1       | 0      | 0       | 0      | 4       | 0      |      |
| Bayern München | 2018–19       | Bundesliga         | 26        | 0         | 3       | 0      | 8       | 0      | 1       | 0      | 38      | 0      |      |
| Bayern München | 2019–20       | Bundesliga         | 33        | 0         | 6       | 0      | 11      | 0      | 1       | 0      | 51      | 0      |      |
| Bayern München | 2020–21       | Bundesliga         | 33        | 0         | 1       | 0      | 8       | 0      | 4       | 0      | 46      | 0      |      |
| Bayern München | 2021–22       | Bundesliga         | 28        | 0         | 1       | 0      | 9       | 0      | 1       | 0      | 39      | 0      |      |
| Bayern München | 2022–23       | Bundesliga         | 12        | 0         | 0       | 0      | 3       | 0      | 1       | 0      | 16      | 0      |      |
| Bayern München | 2023–24       | Bundesliga         | 23        | 0         | 1       | 0      | 9       | 0      | 0       | 0      | 33      | 0      |      |
| Bayern München | 2024–25       | Bundesliga         | 2         | 0         | 1       | 0      | 0       | 0      | 0       | 0      | 3       | 0      |      |
| Bayern München | Total         | Total              | 347       | 0         | 42      | 0      | 120     | 0      | 15      | 0      | 524     | 0      |      |
| Total carieră  | Total carieră | Total carieră      | 529       | 0         | 58      | 0      | 147     | 0      | 19      | 0      | 753     | 0      |      |